# غرقدة البارقي
غرقدة بن عمر البارقي(نحو 20 ق هـ - 70 هـ/ 602 - 689 م)، أبو شبيب: صحابي، من الفرسان الشجعان، قال ابن منده ومن الصحابة: «غرقدة أبو شبيب». أسلم غرقدة مبكرا، وشهد مع النبي محمد غزوة بني المصطلق سنة خمسة من الهجرة وبينما هم عائدون إلى المدينة منتصرين هبت ريح شديدة فنفرّت ناقة غرقدة فدعاء النبي أن يعيد ناقته، قال القاضي عياض:«ندت لغرقدة ناقة فدعا له النبي ﷺ فجاءه بها إعصار ريح حتى ردها عليه»، وقال ابن عظوم القيرواني: « اللهم صل وسلم على سيدنا ومولانا محمَّد وعلى آل سيدنا محمَّد الذي دعا لغرقدة وقد شرد منه البعير من الساقة، فقاده الريح إليه وساقه له».حضر غرقدة حجة الوداع وله رواية عن النبي ﷺ،وفيه ابن الجياب الأنصاري يقول:«عروة والمقداد بعد الفتى أبي قتادة، نالوا كل خير مواصل. وغرقدة ثم الطُّفيل غداةَ إِذْ، أضاءَ لهم في السوط شبه المشاعل».
عُرف غرقدة بفروسيته وشدة بأسه وتمرسه في القتال، وقد وصفه سراقة الشاعر بقوله:«وَمَا اللَّيثُ إِذ يَعدُو عَلَى أَلفٍ فَارِسٍ، وَتَحتَ هَوادِى خَيلِهِم ألفُ نَاشِبِ»،وفيه أبو عثمان النهدي يقول:«وكان غرقدة البارقي من أشد الناس». وقال ابن كثير:«وكان - غرقدة - من الشجعان»، وهو صاحب الشقراء الخيل المشهورة. كان غرقدة وقومه طليعة جيش سعد بن أبي وقاص في حروب تحرير العراق، وفي ذلك الطبري قال: «خرج سعد بن أبي وقاص من المدينة قاصدا العراق في أربعة آلاف، ثلاثة ممن قدم عليه من اليمن والسراة وعلى أهل السروات حميضة بن النعمان بن حميضة البارقي وهم بارق».
شهد غرقدة معركة القادسية في كتيبة الخيالة، وعندما اضطر سعد بن أبي وقاص إلى خوض نهر دجلة لفتح المدائن، تعجل غرقدة بخيله فاقتحم النهر وتعثرت فرسه فسقط غريقا، وبينما بقية المسلمين يراقبون المشهد، سارع إليه أحد الفرسان وانتشله من الماء، ثم اقتحم الناس النهر وراءه لما انكشفت المخاضة فلم يغرق أحد. ولما بلغ عمر بن الخطاب حسن بلاء غرقدة وقومه على الخيل في القادسية أصدر قرار بتعيين رئيسهم عرفجة البارقي قائدًا للخيالة والفرسان في الفتوح التالية من تكريت حتى الموصل ونينوى ضد الإمبراطورية البيزنطية.

## النسب
- غرقدة بن عمر البارقي من الأزد، ينتهي نسبه إلى بارق بن حارثة بن عمرو مزيقياء، ومزيقياء من ملوك العرب في الجاهلية.[33]
- ابنه: شبيب بن غرقدة (30 هـ - 122 هـ) من شيوخ التابعين،[34] أدرك علي بن أبي طالب وهو غلام صغير وحكى عنه.[35] روى عن أبيه وأمه، كما روى عن رجال قومه مثل: عروة بن الجعد البارقي، المستظل بن الحصين، وحيان أبو عقيل، وآخرين. ذكره محمد بن سعد البغدادي في الطبقة الثالثة من فقهاء أهل الكوفة،[36] وكان أحد أصحاب القاضي شريح الذين يقرئون ويفتون.[37][38][39] وفي آخر حياته ناصر حركة زيد بن علي وكان يأويه في داره،[40] ولم يشارك شبيب في قوات زيد فكان شيخاً كبيراً لا يطيق القتال إنما شارك قومه زيدا وقتل منهم العشرات.[41]

## رثاء سراقة لغرقدة
أحب سراقة بن مرداس أن يتغنى بأمجاد قومه الأزد، فاستعاد بطولات رجالات قومه في الفتوحات الأولى فيمن قضى نحبه. وكان لغرقدة في قصيدة سراقة أربعة أبيات، ذكر الشاعر فيها فضائل ومناقب غرقدة، ولقبه بالقرم، ووصفه بالمقدام الشجاع الذي يعدل في النزال ألف فارس،كما شبَّههُ بالليث الذي إذا صال على أعدائه فإنه يحمل الموت معه، وفيه يقول:

### هوامش
1. ↑  في سِيَاق رِثَاءٌ سراقة لابن مخنف سنة 75 هـ. استطرد سراقة في رثاء أبطال قومه القدماء، فرثاء عروة بن الجعد وجندب بن كعب قاتل الساحر وغرقدة وآخرين ويبدوا رثاء سراقة لغرقدة أنه مات حديثاً لذلك جعلنا وفاته نحو 70 هـ.
2. ↑  القرم في اللغة هو السيد المعظم.